# Plazidus Reimann
Plazidus Reimann (* 19. August 1594 in Einsiedeln; † 10. Juli 1670 ebenda) war von 1629 bis 1670 der 40. Abt von Einsiedeln. 

## Leben
Plazidus Reimann entstammte einer Einsiedler Familie, legte am 3. April 1611 im dortigen Kloster seine Profess ab und begann im gleichen Jahr die Humaniora zu studieren. Seine Studien konnte er allerdings nicht beenden, da er 1617 an einem langwierigen Übel erkrankte und daher nach Einsiedeln zurückkehrte. Dort wurde er Subdiakon, wenig später Diakon und um 1618 zum Priester geweiht. Bereits mit 34 Jahren wurde er zum Abt von Einsiedeln ernannt.
Abt Plazidus kämpfte in seiner Amtszeit oft um die Rechte und Privilegien des Klosters. Dies begann bereits mit seiner Wahl, bei welcher die Schwyzer Amtsträger nicht eingeladen wurden, um die Wahlfreiheit des Stiftes zu festigen. Ebenso weigerte sich Plazidus zu einer ausführlichen Rechnungslegung gegenüber den Würdenträgern. Die angespannte Situation verschärfte sich, als Schwyz eine Kriegssteuer von Plazidus verlangte, welche für ihn eine Verletzung seiner Autonomierechte darstellte. Die kritische Situation wurde durch den Nuntius Hieronymus Farnese geprüft und fiel zu Ungunsten der Schwyzer aus. Von einer Versöhnung konnte aber nicht die Rede sein – der Nuntius musste gar mit Exkommunikation drohen, falls die Freiheit des Gotteshauses beschnitten werden sollte. Erst durch diverse Vermittler konnten sich beide Seiten wieder annähern. Hilfreich war dabei die Zusendung von Geldhilfen durch Abt Plazidus nach dem grossen Brandunglück im Jahr 1642 an die Schwyzer. Darauf nahmen Schwyzer Abgeordnete an der grossen Engelweihe teil.
Dies sollte nicht der einzige Streitfall in der Amtszeit des Abtes bleiben. Ebenso mussten die Privilegien und Rechte des Klosters gegenüber den Bischöfen von Konstanz gewahrt werden, innerhalb deren Einsiedeln gelegen war. Um diese zu wahren, liess sie der Abt bei Amtsantritt neuer Kaiser und auch durch den Papst bestätigen. Wie um die Rechte des Klosters, so bemühte sich der Abt auch um die Erhaltung und Vermehrung des ihm anvertrauten Besitzes. Neben diversen Grunderwerbungen wurden zwischen 1636 und 1638 zwölf neue Kirchenglocken gegossen, welche noch heute in Gebrauch sind.
Abt Plazidus ist auch der erste Abt, dessen Porträt wir besitzen.

## Weblink
- Albert Hug: Plazidus Reimann. In: Historisches Lexikon der Schweiz.  20. August 2010, abgerufen am 13. Dezember 2023.

| Vorgänger        | Amt                               | Nachfolger          |
| ---------------- | --------------------------------- | ------------------- |
| Augustin Hofmann | Fürstabt von Einsiedeln 1629–1670 | Augustin II. Reding |

| Personendaten    | Personendaten      |
| ---------------- | ------------------ |
| NAME             | Reimann, Plazidus  |
| KURZBESCHREIBUNG | Abt von Einsiedeln |
| GEBURTSDATUM     | 19. August 1594    |
| GEBURTSORT       | Einsiedeln         |
| STERBEDATUM      | 10. Juli 1670      |
| STERBEORT        | Einsiedeln         |